# Družinski film
Družinski film (češko Rodinný film) je češki dramsko-pustolovski film iz leta 2015, ki ga je režiral Olmo Omerzu in zanj napisal tudi scenarij skupaj z Nebojšo Pop-Tasićem. V glavnih vlogah nastopajo Karel Roden, Vanda Hybnerová, Jenovéfa Boková, Daniel Kadlec, Martin Pechlát in Eliška Křenková. Zgodba prikazuje najstnika Erika (Kadlec) in njegovo sestro Anno (Boková), ki ostaneta sama doma po odhodu staršev na križarjenje.
Film je bil premierno prikazan 21. septembra 2015 na Mednarodnem filmskem festivalu v San Sebastianu. Nominiran je bil za češka leva za režijo (Omerzu) in glavno žensko vlogo (Hybnerová) ter osvojil nagrado za najboljši scenarij (Omerzu in Pop-Tasić) na Festivalu slovenskega filma 2016, nagrado Mednarodnega združenja filmskih kritikov na 26. ljubljanskem mednarodnem filmsku festival in nagradi čeških filmskih kritikov za najboljši film in scenarij.

## Vloge
- Karel Roden kot Igor
- Vanda Hybnerová kot Irena
- Daniel Kadlec kot Erik
- Jenovéfa Boková kot Anna
- Martin Pechlát kot Martin
- Eliška Křenková kot Kristína
- Miroslav Sabadin kot Tomáš
- Vojtěch Záveský kot Robert
- Jaroslav Plesl kot zdravnik
- Jana Krausová kot ravnateljica Pernerová